# Taihoku (tỉnh)

Tỉnh Taihoku

Tỉnh Taihoku (tiếng Nhật: 臺北州; Taihoku-shū; Hán-Việt: Đài Bắc châu) là một đơn vị hành chính ở Đài Loan được Nhật Bản thành lập vào năm 1920, trong thời kỳ Đài Loan thuộc Nhật. Tỉnh này bao trùm địa phận hiện tại của các thành phố Cơ Long, Tân Bắc, Đài Bắc và huyện Nghi Lan. Tỉnh lỵ đặt tại thành phố Taihoku , chính là thành phố Đài Bắc ngày nay. Tòa hành chính tỉnh hiện được trưng dụng bởi Giám sát viện Trung Hoa Dân Quốc.

## Dân số
Thống kê dân số thường trú tại tỉnh Taihoku vào năm 1941:
| Phân loại                    | Dân số    |
| ---------------------------- | --------- |
| Người Nhật Bản từ chính quốc | 153.928   |
| Người Đài Loan               | 1.053.372 |
| Người Triều Tiên             | 1.051     |
| Sắc dân khác                 | 25.531    |
| Tổng cộng                    | 1.233.882 |

## Phân cấp hành chính

### Thành phố và quận
Tỉnh có 3 thành phố và 9 quận.
| Thành phố (市 shi) | Thành phố (市 shi) | Thành phố (市 shi) | Thành phố (市 shi) | Quận (郡 gun)        | Quận (郡 gun) | Quận (郡 gun)  | Quận (郡 gun) |
| Tên                | Kanji              | Kana               | Rōmaji             | Tên                  | Kanji         | Kana           | Rōmaji        |
| ------------------ | ------------------ | ------------------ | ------------------ | -------------------- | ------------- | -------------- | ------------- |
| Thành phố Taihoku  | 台北市             | たいほくし         | Taihoku-shi        | Quận Shichisei       | 七星郡        | しちせいぐん   | Shichisei-gun |
| Thành phố Taihoku  | 台北市             | たいほくし         | Taihoku-shi        | Quận Shinshō         | 新莊郡        | しんしょうぐん | Shinshō-gun   |
| Thành phố Taihoku  | 台北市             | たいほくし         | Taihoku-shi        | Quận Kaizan          | 海山郡        | かいざんぐん   | Kaizan-gun    |
| Thành phố Taihoku  | 台北市             | たいほくし         | Taihoku-shi        | Quận Bunzan (Bunsan) | 文山郡        | ぶんさんぐん   | Bunzan-gun    |
| Thành phố Taihoku  | 台北市             | たいほくし         | Taihoku-shi        | Quận Tansui          | 淡水郡        | たんすいぐん   | Tansui-gun    |
| Thành phố Kīrun    | 基隆市             | きいるんし         | Kīrun-shi          | Quận Kīrun           | 基隆郡        | きいるんぐん   | Kīrun-gun     |
| Thành phố Giran    | 宜蘭市             | ぎらんし           | Giran-shi          | Quận Giran           | 宜蘭郡        | ぎらんぐん     | Giran-gun     |
| Thành phố Giran    | 宜蘭市             | ぎらんし           | Giran-shi          | Quận Ratō            | 羅東郡        | らとうぐん     | Ratō-gun      |
| Thành phố Giran    | 宜蘭市             | ぎらんし           | Giran-shi          | Quận Suō             | 蘇澳郡        | すおうぐん     | Suō-gun       |

Tất cả các tên thành phố (市 shi) viết bằng Hán tự trong bảng trên đều là lấy từ tiếng Nhật sang tiếng Trung.

### Thị xã và làng
Thị xã (街, nhai) và làng (庄, trang):
| Quận             | Tên             | Kanji  | Phân cấp hành chính Trung Hoa Dân Quốc      | Ghi chú                            |
| ---------------- | --------------- | ------ | ------------------------------------------- | ---------------------------------- |
| Shichisei 七星郡 | Thị xã Shiodome | 汐止街 | Tịch Chỉ (汐止區), Tân Bắc                  |                                    |
| Shichisei 七星郡 | Thị xã Shirin   | 士林街 | Sỹ Lâm (士林區), Đài Bắc                    |                                    |
| Shichisei 七星郡 | Thị xã Hokutō   | 北投街 | Bắc Đầu (北投區), Đài Bắc                   | Nâng lên từ cấp làng vào năm 1941. |
| Shichisei 七星郡 | Làng Naiko      | 內湖庄 | Nam Cảng (南港區), Đài Bắc                  |                                    |
| Shichisei 七星郡 | Làng Naiko      | 內湖庄 | Nội Hồ (內湖區), Đài Bắc                    |                                    |
| Shichisei 七星郡 | Làng Matsuyama  | 松山庄 | Tùng Sơn (松山區), Đài Bắc                  | Sáp nhập vào Đài Bắc vào năm 1938. |
| Shichisei 七星郡 | Làng Matsuyama  | 松山庄 | Tín Nghĩa (信義區), Đài Bắc                 | Sáp nhập vào Đài Bắc vào năm 1938. |
| Shinshō 新莊郡   | Thị xã Shinshō  | 新莊街 | Thái Sơn (泰山區), Tân Bắc                  |                                    |
| Shinshō 新莊郡   | Thị xã Shinshō  | 新莊街 | Tân Trang (新莊區), Tân Bắc                 |                                    |
| Shinshō 新莊郡   | Làng Roshū      | 鷺洲庄 | Lô Châu (蘆洲區), Tân Bắc                   |                                    |
| Shinshō 新莊郡   | Làng Roshū      | 鷺洲庄 | Tam Trọng (三重區), Tân Bắc                 |                                    |
| Shinshō 新莊郡   | Làng Goko       | 五股庄 | Ngũ Cổ (五股區), Tân Bắc                    |                                    |
| Shinshō 新莊郡   | Làng Rinkō      | 林口庄 | Lâm Khẩu (林口區), Tân Bắc                  |                                    |
| Kaizan 海山郡    | Thị xã Itabashi | 板橋街 | Bản Kiều (板橋區), Tân Bắc                  |                                    |
| Kaizan 海山郡    | Thị xã Ōka      | 鶯歌街 | Thụ Lâm (樹林區), Tân Bắc                   |                                    |
| Kaizan 海山郡    | Thị xã Ōka      | 鶯歌街 | Oanh Ca (鶯歌區), Tân Bắc                   |                                    |
| Kaizan 海山郡    | Thị xã Sankyō   | 三峽街 | Tam Hạp (三峽區), Tân Bắc                   |                                    |
| Kaizan 海山郡    | Làng Chūwa      | 中和庄 | Vĩnh Hòa (永和區), Tân Bắc                  |                                    |
| Kaizan 海山郡    | Làng Chūwa      | 中和庄 | Trung Hòa (中和區), Tân Bắc                 |                                    |
| Kaizan 海山郡    | Làng Dojō       | 土城庄 | Thổ Thành (土城區), Tân Bắc                 |                                    |
| Bunsan 文山郡    | Thị xã Shinden  | 新店街 | Tân Điếm (新店區), Tân Bắc                  |                                    |
| Bunsan 文山郡    | Làng Shinkō     | 深坑庄 | Thâm Khanh (深坑區), Tân Bắc                |                                    |
| Bunsan 文山郡    | Làng Shinkō     | 深坑庄 | Văn Sơn (文山區), Đài Bắc                   |                                    |
| Bunsan 文山郡    | Làng Sekitei    | 石碇庄 | Thạch Đĩnh (石碇區), Tân Bắc                |                                    |
| Bunsan 文山郡    | Làng Heirin     | 坪林庄 | Bình Lâm, (坪林區), Tân Bắc                 |                                    |
| Bunsan 文山郡    | Khu thổ dân     | 蕃地   | Ô Lai (烏來區), Tân Bắc                     |                                    |
| Tansui 淡水郡    | Thị xã Tansui   | 淡水街 | Đạm Thủy (淡水區), Tân Bắc                  |                                    |
| Tansui 淡水郡    | Làng Hachiri    | 八里庄 | Bát Lý (八里區), Tân Bắc                    |                                    |
| Tansui 淡水郡    | Làng Sanshi     | 三芝庄 | Tam Chi (三芝區), Tân Bắc                   |                                    |
| Tansui 淡水郡    | Làng Sekimon    | 石門庄 | Thạch Môn (石門區), Tân Bắc                 |                                    |
| Kiryū 基隆郡     | Thị xã Zuihō    | 瑞芳街 | Thụy Phương (瑞芳區), Tân Bắc               |                                    |
| Kiryū 基隆郡     | Làng Banri      | 萬里庄 | Vạn Lý (萬里區), Tân Bắc                    |                                    |
| Kiryū 基隆郡     | Làng Kanayama   | 金山庄 | Kim Sơn (金山區), Tân Bắc                   |                                    |
| Kiryū 基隆郡     | Làng Shichito   | 七堵庄 | Noãn Noãn (暖暖區), Cơ Long                 |                                    |
| Kiryū 基隆郡     | Làng Shichito   | 七堵庄 | Thất Đổ (七堵區), Cơ Long                   |                                    |
| Kiryū 基隆郡     | Làng Kōryō      | 貢寮庄 | Cống Liêu (貢寮區), Tân Bắc                 |                                    |
| Kiryū 基隆郡     | Làng Sōkei      | 雙溪庄 | Song Khê (雙溪區), Tân Bắc                  |                                    |
| Kiryū 基隆郡     | Làng Heikei     | 平溪庄 | Bình Khê (平溪區), Tân Bắc                  |                                    |
| Kiryū 基隆郡     | Thị xã Kiryū    | 基隆街 | Cơ Long (基隆市)                            | Nâng lên thành phố vào năm 1924.   |
| Giran 宜蘭郡     | Làng Tōi        | 頭圍庄 | Đầu Thành (頭城鎮),                         |                                    |
| Giran 宜蘭郡     | Làng Shōkei     | 礁溪庄 | Tiêu Khê (礁溪鄉),                          |                                    |
| Giran 宜蘭郡     | Làng Sōi        | 壯圍庄 | Tráng Vi (壯圍鄉),                          |                                    |
| Giran 宜蘭郡     | Làng Inzan      | 員山庄 | Viên Sơn, Nghi Lan (員山鄉),                |                                    |
| Giran 宜蘭郡     | Thị xã Giran    | 宜蘭街 | Thành phố Nghi Lan (宜蘭市), huyện Nghi Lan | Nâng lên thành phố vào năm 1940.   |
| Ratō 羅東郡      | Thị xã Ratō     | 羅東街 | La Đông (羅東鎮), Nghi Lan                  |                                    |
| Ratō 羅東郡      | Làng Goketsu    | 五結庄 | Ngũ Kết (五結鄉), Nghi Lan                  |                                    |
| Ratō 羅東郡      | Làng Sansei     | 三星庄 | Tam Tinh (三星鄉), Nghi Lan                 |                                    |
| Ratō 羅東郡      | Làng Fuyuyama   | 冬山庄 | Đông Sơn (冬山鄉), Nghi Lan                 |                                    |
| Ratō 羅東郡      | Khu thổ dân     | 蕃地   | Đại Đồng (大同鄉), Nghi Lan                 |                                    |
| Suō 蘇澳郡       | Thị xã Suō      | 蘇澳街 | Tô Áo (蘇澳鎮), Nghi Lan                    |                                    |
| Suō 蘇澳郡       | Khu thổ dân     | 蕃地   | Nam Áo (南澳鄉), Nghi Lan                   |                                    |

## Công trình xây dựng

### Bệnh viện
- Bệnh viện Đại học Đế quốc Taihoku (臺北帝國大學醫學部附屬病院)
- Bệnh viện Hội Chữ Thập Đỏ Nhật Bản - chi nhánh Đài Loan (赤十字社臺灣支部病院)
- Bệnh viện Hội Tương tế Cục Độc quyền thuộc phủ Tổng đốc Đài Loan (臺灣総督府専売局共済組合病院)
- Bệnh viện Đường sắt Taihoku dưới quyền Cục Đường sắt thuộc phủ Tổng đốc Đài Loan (臺灣総督府鉭道局台北鉄道病院)
- Bệnh viện Giran thuộc phủ Tổng đốc Đài Loan (臺灣総督府宜蘭病院)
- Bệnh viện Kīrun thuộc phủ Tổng đốc Đài Loan (臺灣総督府基隆病院)

### Tòa án
Danh sách toàn án vào năm 1945 (Năm Chiêu Hòa thứ 20)
- Tòa Phúc thẩm Tối cao (高等法院上告部)
- Tòa Tư pháp Tối cao (高等法院覆審部)
- Tòa án khu vực Taihoku (台北地方法院)
- Tòa án khu vực Taihoku - chi nhánh Giran (台北地方法院宜蘭支部)

### Nhà ngục
Danh sách nhà ngục vào năm 1932 (Năm Chiêu Hòa thứ 7)
- Nhà ngục Taihoku (台北刑務所)
- Nhà ngục Taihoku - chi nhánh Giran (台北刑務所宜蘭刑務支所)

### Sở cảnh sát
Danh sách sở cảnh sát vào năm 1945:
- Bộ Cảnh vụ Taihoku (臺北州警務部)
- Nha cảnh sát Nam Taihoku (臺北南警察署)
  - Ty cảnh sát Banka (萬華分署)
- Nha cảnh sát Bắc Taihoku (臺北北警察署)
- Nha cảnh sát Kīrun (基隆警察署)
- Nha cảnh sát cảng Kīrun (基隆水上警察署)
- Nha cảnh sát Giran(宜蘭警察署)
- Ty cảnh sát quận Shichisei (七星郡警察課)
- Ty cảnh sát quận Tansui District (淡水郡警察課)
- Ty cảnh sát quận Kīrun (基隆郡警察課)
- Ty cảnh sát quận Giran (宜蘭郡警察課)
- Ty cảnh sát quận Ratō (羅東郡警察課)
- Ty cảnh sát quận Suō (蘇澳郡警察課)
- Ty cảnh sát quận Bunsan (文山郡警察課)
- Ty cảnh sát quận Kaizan (海山郡警察課)
- Ty cảnh sát quận Shinshō (新荘郡警察課)

### Hầm mỏ
- Mỏ vàng, bạc, đồng Kim Qua Sơn (金瓜山鉱山) (vàng, bạc, đồng)
- Mỏ vàng, bạc Zuihō (瑞芳鉱山)
- Mỏ than Kīrun(基隆炭鉱)
- Mỏ than Zuihō (瑞芳炭鉱)
- Mỏ than Haccho (八堵炭鉱)
- Mỏ than Ishisoko (石底炭鉱)
- Mỏ than Banri (万里炭鉱)
- Mỏ than Tokukō Taihoku (徳興台北炭鉱)
- Mỏ lưu huỳnh Kuangsui (大礦砕鉱山)
- Mỏ than Fukuyama (福山炭鉱)
- Mỏ than Itabashi (板橋炭鉱)
- Mỏ than Kaizan (海山炭鉱)

### Đền Shintō
- Đài Loan Thần cung
- Đền Giran
- Đền Kīron
- Đền Shintō hộ quốc Đài Loan
- Đền Taihoku Inari
- Đền Kenkō
- Đền Zuihō
- Đền Shinshō
- Đền Ratō
- Đền Shiodome
- Đền Umiyama
- Đền Tamsui
- Đền Bunsan
- Đền Suō

### Vườn quốc gia
- Vườn quốc gia Dương Minh Sơn (lập ngày 12 tháng 12 năm 1937)
- Vườn quốc gia Thái Lỗ Các (lập ngày 12 tháng 12 năm 1937)

### Cảng
Cảng đang hoạt động vào năm 1938 (Năm Chiêu Hòa thứ 13)
- Cảng Kīrun (基隆港)
- Cảng Tamsui (淡水港)

## Người nổi tiếng
Danh sách người nổi tiếng sinh ra, hoặc lớn lên, hoặc tham gia công tác vào thời kỳ tỉnh Taihoku còn tồn tại:
- Lý Đăng Huy, cựu Tổng thống Đài Loan
- Kim Mỹ Linh, nhà tư vấn chính sách cho Tổng thống Trần Thủy Biển, nhà hoạt động vì độc lập cho Đài Loan, nhà bình luận xã hội
- Tưởng Vị Thủy, chính trị gia
- Hoàng Linh Chi, nhà văn
- Lý Mai Thụ, nghệ sĩ.